# Televisiun Rumantscha
Televisiun Rumantscha – wspólna nazwa programów szwajcarskiej telewizji publicznej, nadawanych w języku romansz. Za ich produkcję odpowiada Radiotelevisiun Svizra Rumantscha (RTR), część publicznego nadawcy radiowo-telewizyjnego SRG SSR. Jako że RTR nie dysponuje własnym kanałem telewizyjnym, jej programy nadawane są na antenach SRF, gdzie większość treści stanowią audycje niemieckojęzyczne. 

## Lista programów
stan na 10 października 2013
- Telesguard – magazyn informacyjny nadawany w dni powszednie na antenie SRF 1, z powtórkami w SRF info
- Minisguard – wersja Telesguard przygotowana specjalnie z myślą o dzieciach, nadawana w soboty na SRF 1, z powtórkami na tymże kanale oraz na SRF info
- Cuntrasts – codzienny magazyn na antenie SRF 1, bez powtórek